# Edith Mellado Céspedes
Edith Angélica Mellado Céspedes (Huancayo, 7 de junio de 1938) es educadora y política peruana. Fue congresista de la república durante el periodo 1995-2000.

## Biografía
Edith Mellado nació en la ciudad de Huancayo, ubicado en la región Junín en Perú, el 7 de junio de 1938. Es hija de Octavio Mellado y de Zoila Céspedes.
Asistió al Colegio María Auxiliadora para los grados de educación primaria y secundaria de la misma ciudad, habiendo recibido el Premio de Excelencia a la finalización de 5º Año de Educación Secundaria por haber ocupado el primer puesto consecutivamente durante los cinco años. Luego estudió Educación Matemática en la Universidad Nacional Mayor de San Marcos, donde además siguió estudios doctorales en su especialidad, obteniendo el primer puesto a la finalización de los estudios. Realizó también estudios de postgrado en la Universidad Nacional de Ingeniería, en la Universidad de Chile (CIENES) y en la Universidad de Murcia en España. 
Tiene el grado de máster en Estadística Matemática y profesora de Educación Secundaria especializada en Matemática.

## Trayectoria
Edith Mellado ha sido primera rectora de la Universidad Peruana Los Andes en Huancayo. Asimismo, fue vicerrectora de la Universidad Nacional del Centro del Perú y en el año 1990 fue profesora emérito de la misma universidad.
Laboró en instituciones educativas como el Colegio Mariscal Castilla, el Colegio Nuestra Señora de Cocharcas y la Escuela Normal Superior "La Asunción" de Huancayo.

### Congresista de la República
En las elecciones generales del año 1995, Edith Mellado incursiona en el ámbito político cuando es invitada para formar parte de la lista de candidatos al Congreso de la República de Cambio 90 - Nueva Mayoría, coalición política liderada por el presidente Alberto Fujimori. Mellado logró resultar elegida como congresista de la república por Junín, con 16,485 votos, y fue juramentada para el periodo parlamentario 1995-2000.
Como congresista fue vicepresidenta del Comité del Consejo Nacional de Ciencia y Tecnología del Perú, y en el período 1999-2000 dirigió la Comisión de Educación. En julio de 1997, Edith Mellado fue elegida y juramentada por Carlos Torres y Torres Lara como primera vicepresidenta de la Mesa Directiva para el lapso legislativo 1997-1998, junto con los demás congresistas Oswaldo Sandoval y Aurora Torrejón. Sin embargo al año siguiente, Mellado asumió la presidencia del Congreso de la República debido a la enfermedad de Carlos Torres y Torres Lara.
Al culminar su gestión parlamentaria, Edith Mellado intentó ser reelegida como congresista en las elecciones del año 2000 por la alianza electoral Perú 2000, sin embargo, no tuvo éxito.
Desde el año 2005 hasta el año 2007, Mellado formó parte de Si Cumple, partido político con el que Alberto Fujimori buscó participar sin éxito en las elecciones generales del año 2006 tras estar inhabilitado para ejercer cualquier cargo público y por su extradición desde Santiago de Chile.

## Controversias
En abril de 1998, Edith Mellado junto con los demás miembros de la bancada Cambio 90 - Nueva Mayoría acudieron al Servicio de Inteligencia Nacional para conversar con Vladimiro Montesinos, quien estaba acompañado del entonces primer ministro Alberto Pandolfi. Mellado presidió la reunión en el SIN y se discutía acerca de la segunda reelección presidencial de Alberto Fujimori para las elecciones del año 2000, así como la permanencia de Blanca Nélida Colán en el Ministerio Público y la explicación de Montesinos acerca del control político de las instituciones del estado por el régimen fujimorista. Dicha reunión luego fue expuesta mediante un “Vladivideo” filmada por el mismo Montesinos en el SIN y luego en el año 2001 fue denunciada junto a otros excongresistas fujimoristas por el delito de asociación ilícita para delinquir y corrupción pasiva de funcionarios en agravio del Estado. En agosto del 2001 acudió al Congreso donde se defendió argumentando de no saber el motivo de la reunión de Montesinos. Fue también denunciada por el Ministerio Público.